# Alpes dos Marguareis
Os Alpes dos Marguareis (em italiano:  Alpi del Marguareis) é um maciço que faz parte dos Alpes Ocidentais na sua secção da Alpes Ligures e se encontra ao mesmo tempo na região do Piemonte em Itália, e no departamento francês dos Alpes Marítimos. O ponto mais alto é a Ponta dos Marguareis, na vertente Itália, com 2.651 m.

## SOIUSA
A Subdivisão Orográfica Internacional Unificada do Sistema Alpino (SOIUSA) criada em 2005, dividiu os Alpes em duas grandes partes:Alpes Ocidentais e Alpes Orientais, separados pela linha formada pelo  Rio Reno - Passo de Spluga - Lago de Como - Lago de Lecco.
Os  Pré-Alpes Ligures, e  Alpes dos Marguareis  formam os.Alpes Lígures

### Classificação  SOIUSA
Segundo a SOIUSA este acidente orográfico chama-se  Alpes dos Marguareis e é uma Sub-secção alpina  com a seguinte classificação:
- Parte = Alpes Ocidentais
- Grande sector alpino = Alpes Ocidentais-Sul
- Secção alpina = Alpes Ligures
- Sub-secção alpina = Alpes dos Marguareis
- Código = I/A-1.II